# Tetragnatha caudata
Tetragnatha caudata este o specie de păianjeni din genul Tetragnatha, familia Tetragnathidae, descrisă de Emerton, 1884. Conform Catalogue of Life specia Tetragnatha caudata nu are subspecii cunoscute.